# Ängöleden
Ängöleden är en väg i Kalmar som byggdes som en kommunal väg med statsbidrag 1968–1972. Vägen kom till på grund av att den utgör en viktig förbindelse mellan Ölandsbron och centrala Kalmar. Vägen sträcker sig från stadsdelen Berga i norr, förbinds med Ölandsbron genom en trafikplats, fortsätter söderut mot Ängö som vägen passerar på en bank på västra sidan om ön innan vägen slutar på Kvarnholmen, Kalmars centrum. Detta är den kortaste vägen mellan Kalmars centrum och Öland och används flitigt samt är den enda vägen för den som ska till Ängö eller Varvsholmen. Många invånare på Ängö har lite skämtsamt beklagat sig över att vägen omvandlade den tidigare ön till att bli en del av fastlandet genom de bankar som vägen går på.